# غروسريشن
غرسرشن (بالألمانية: Großräschen) هي مدينة و بلدة ألمانية تقع في ألمانيا في براندنبورغ.[بحاجة لمصدر]  يقدر عدد سكانها بـ 11,148 نسمة .

## أعلام
- برنهارد ليمان